# Skyfall
Skyfall (br 007 - Operação Skyfall; pt 007 Skyfall) é um filme britânico-estadunidense de 2012 dirigido por Sam Mendes, roteiro de Neal Purvis, Robert Wade e John Logan e produzido pela EON Productions. Trata-se do 23.º filme da franquia cinematográfica de James Bond e o terceiro protagonizado por Daniel Craig.
O filme é uma sequência de Casino Royale e 007 - Quantum of Solace e une a franquia antiga com a nova. O filme se centra na investigação de Bond de um ataque realizado contra o MI6; o ataque é parte do plano de Raoul Silva, ex-agente do MI6, para humilhar, desacreditar e matar M como vingança por ela tê-lo abandonado. Skyfall tem a volta de dois personagens recorrentes da série após dois filmes: Q, interpretado por Ben Whishaw e Eve Moneypenny, interpretada por Naomie Harris. Neste filme temos a última aparição de Judi Dench como M, papel que ela interpretou nos seis filmes anteriores.
Sam Mendes foi convidado para dirigir Skyfall depois do lançamento de Quantum of Solace em 2008. O desenvolvimento do filme foi suspenso quando a Metro-Goldwyn-Mayer começou a passar por problemas financeiros, recomeçando apenas em dezembro de 2010. Nesse período, Mendes permaneceu no projeto como consultor. Peter Morgan, o roteirista original, deixou a produção durante a suspensão. Quando os trabalhos recomeçaram, Logan, Purvis e Wade continuaram a escrever aquilo que se transformaria no roteiro final. As filmagens começaram em novembro de 2011 e ocorreram principalmente no Reino Unido, China e Turquia.
Skyfall estreou no Royal Albert Hall em Londres no dia 23 de outubro de 2012, sendo lançado nos cinemas do Reino Unido em 26 de outubro e dos Estados Unidos em 9 de novembro. Foi o primeiro filme de James Bond lançado em salas IMAX, mesmo não tendo sido filmado nesse formato. Seu lançamento coincidiu com o aniversário de cinquenta anos da franquia, que começou com Dr. No em 1962. Skyfall foi aclamado pela crítica especializada e foi um enorme sucesso de bilheteria, tornando-se o 14º filme e o primeiro de Bond a cruzar a marca de um bilhão de dólares de faturamento. O filme venceu vários prêmios, incluindo o BAFTA de Melhor Filme Britânico e Melhor Música, o Screen Actors Guild Award de Melhor Equipe de Dublês em um Filme, o Globo de Ouro de Melhor Canção Original e o Oscar de Melhor Edição Som e Melhor Canção Original.

## Enredo
Em Istambul, Turquia, os agentes James Bond e Eve Moneypenny perseguem o mercenário Patrice, que roubou um disco rigído de computador contendo detalhes de todos os agentes britânicos infiltrados. 007 e o Mercenário, iniciam uma grande perseguição pela cidade, até que ambos caem num comboio em movimento, durante o confronto Patrice fere Bond no ombro e Eve acidentalmente acerta em 007, permitindo que o mercenário escape. Bond cai dentro de um rio e é dado como morto.
Após a operação, M é pressionada politicamente por Gareth Mallory, chefe do Comitê de Inteligência e Segurança, a se aposentar. Ao voltar da reunião, os servidores do MI6 são invadidos e M recebe uma sinistra mensagem no computador antes do seu escritório explodir. O MI6 transfere emergencialmente os seus escritórios para o subterrâneo. Bond, usando sua suposta morte como uma aposentadoria, revela-se numa praia afastada, onde passa os dias com diversas mulheres e bebidas, quando Bond tm conhecimento do ataque, retorna a Londres. M aprova o seu retorno ao campo independentemente do falhanço nos seus exames físicos e psicológicos. Fragmentos de bala retirados do ombro de 007 ajudam a identificar Patrice, assim como na sua ida para Xangai planeando um assassinato. Bond recebe ordens para identificar o empregador de Patrice, recuperar o disco rígido roubado e matar o mercenário.
Bond segue Patrice até um arranha-céus de Xangai, onde o mercenário assassina um alvo no prédio ao lado. Este, percebe a presença de Bond e os dois começam a lutar, porém Patrice cai do edifício sem revelar o seu empregador. Bond descobre uma ficha de casino que serviria como pagamento do assassinato ao vasculhar os equipamentos de Patrice, levando-o até Macau. Bond vai falar com Sévérine, mulher que testemunhou e se revelou cúmplice no assassinato, e pede para conhecer a pessoa para quem ela e Patrice trabalhavam. Ela avisa -o que ele está prestes a ser morto pelos guarda-costas, porém promete ajudá-lo se Bond cumprir a promessa de matar o seu chefe. 007 derrota os agressores num combate, dentro de um terreno repleto de Dragões de Cómodo, e encontra com Sévérine no seu iate. Eles viajam para uma ilha abandonada onde são feitos prisioneiros e levados até Raoul Silva. Ex-agente do MI6 que trabalhou com M, e se transformou num ciberterrorista que orquestrou os ataques ao MI6. Silva mata Sévérine, porém Bond consegue derrotar os seus guardas e levá-lo preso para a Inglaterra.
No quartel-general do MI6, Silva revela-se como um ex agente do MI6, de nome real Tiago Rodriguez, este que após um acordo entre governos terá sido deixado na China, sob ordens de M, e posteriormente torturado por um longo período, até se tentar matar com uma cápsula de Cianeto. Porém, milagrosamente sobrevive e acaba por aquirir terríveis deformidades no interior da boca. Q tenta decodificar o computador de Silva, entretanto acaba inadvertidamente permitindo o seu acesso aos sistemas do serviço secreto, o que culmina na fuga de Silva. Bond percebe que Silva queria ser capturado como parte do seu plano para confrontar e matar M, pessoa que ele culpa por tê-lo abandonado ao ser capturado anos antes. 007 persegue-o pelos túneis de Londres. Silva ataca M durante numa audiência pública que tinha como assunto as constantes falhas de capacidade e segurança do MI6. Bond chega a tempo para ajudar Mallory e Eve a repelir o ataque, com M acabando por ser evacuada do prédio por Bill Tanner. Bond leva M até Skyfall, Escócia, propriedade da sua família e lugar onde que cresceu. Através de uma armadilha, ele pede a Q para deixar um rastro eletrônico para Silva seguir, um plano que, surpreendentemente, Mallory aprova.
007 e M encontram-se com Kincade, caseiro de Skyfall. Os três têm poucas armas, porém improvisam uma série de armadilhas por toda a casa. Quando os homens de Silva chegam, Bond, M e Kincade derrotam os primeiros homens de Silva, porém M é ferida. Silva chega de helicóptero liderando a segunda onda de ataque; 007 ordena que M e Kincade fujam da casa através de um túnel secreto até à capela da propriedade. Bond detona cilindros de gás com barras de dinamite e foge pelo mesmo túnel secreto. A explosão derruba o helicóptero, destruindo a casa e matando a maioria dos homens de Silva. Entretanto, Silva sobrevive e vê a lanterna de Kincade ao longe e os segue até a capela. Bond também se dirige a capela porem é interceptado por Silva e um dos seus capangas, e assim inicia um combate dentro de um rio congelado. Eventualmente o 007 consegue estrangular o inimigo, e usa de um dos sinalizadores no corpo do mesmo para abrir um buraco no gelo. Silva chega ao local, onde acaba por implorar para que M, os mate a ambos com um único tiro, porem Bond aparece no ultimo segundo e arremessa uma faca nas costas de Silva, matando-o. Instantes depois, M sucumbe aos ferimentos e morre nos braços do 007. Após o funeral, Eve – propriamente apresentada pela primeira vez como Srta. Moneypenny – aposenta-se do serviço no campo e torna-se secretária do novo chefe do MI6: Mallory, que assume o antigo cargo de M. O novo diretor do MI6 entrega um relatório confidencial a Bond e explica que ainda há muito a ser feito, perguntando se ele está pronto para voltar ao trabalho, no que Bond responde: "Com prazer, M. Com prazer"

## Elenco
- Daniel Craig como James Bond, o agente 007.
- Javier Bardem como Raoul Silva (verdadeiro nome Tiago Rodriguez), ex-agente do MI6 e super terrorista-cibernético.
- Judi Dench como M, a chefe do MI6.
- Ralph Fiennes como Gareth Mallory, o presidente do Comitê de Inteligência e Segurança.
- Naomie Harris como Eve Moneypenny, uma agente de campo e depois secretária de M.
- Bérénice Marlohe como Sévérine, ex prostituta e amante de Silva.
- Albert Finney como Kincade, o zelador de Skyfall.
- Ben Whishaw como Q, o armeiro e chefe da divisão de pesquisa e desenvolvimento do MI6.
- Rory Kinnear como Bill Tanner, o Chefe de Gabinete do MI6.
- Ola Rapace como Patrice, um mercenário francês.
- Helen McCrory como Clair Dowar, uma política britânica.

## Produção

### Desenvolvimento
A produção de Skyfall ficou suspensa durante 2010 por causa dos problemas financeiros da Metro-Goldwyn-Mayer. A pré-produção foi retomada quando a MGM deixou a falência em 21 de dezembro de 2010. Em janeiro de 2011 o filme recebeu oficialmente sua data de estreia em 9 de novembro de 2012 pelo estúdio e a família Broccoli, com a produção programada para começar na segunda metade de 2011. Posteriormente, a MGM e a Sony Pictures anunciaram que o lançamento no Reino Unido havia sido adiantado para 26 de outubro, duas semanas antes do lançamento nos Estados Unidos. O orçamento é estimado entre 150 e 200 milhões de dólares, comparados aos duzentos milhões de Quantum of Solace. Skyfall foi parte das celebrações do aniversário de cinquenta anos da franquia cinematográfica James Bond, que começou em 1962 com Dr. No.

### Filmagens
As filmagens começaram em 7 de novembro de 2011, durando 133 dias. As primeiras cenas foram gravadas em Londres nos bairros de Southwark e Whitehall, na National Gallery, no mercado de Smithfield e no St Bartholomew's Hospital, na Canary Wharf, no Departamento de Energia e Mudança Ambiental, na estação Charing Cross e no Old Royal Naval College em Greenwich. Filmagens também ocorreram na Vauxhall Bridge, que foi fechada para o tráfigo durante as gravações da explosão na sede do MI6 em Vauxhall Cross. Diferentemente de The World Is Not Enough, que também tinha uma explosão ocorrendo no prédio, filmada em uma enorme réplica, a explosão de Skyfall foi adicionada digitalmente.
A equipe de produção então foi para a Turquia em março de 2012, com as filmagens continuando até 6 de maio. Partes de Istambul, incluindo o Bazar das Especiarias, a Mesquita Yeni, o Correio Imperial, o Hipódromo de Constantinopla e o Grande Bazar, sendo fechados para as gravações. Donos de negócios nas áreas afetadas receberam permissão para abrir suas lojas, mas não para receber clientes, sendo pagos TRY 750 por dia como compensação. A produção foi criticada por danificar prédios durante as filmagens de uma perseguição de moto nos telhados da cidade. Michael G. Wilson negou essas afirmações, dizendo que a equipe removeu seções dos telhados e as substituíram por réplicas; quando as gravações terminaram, os telhados originais foram restaurados.

### Música
A trilha sonora de Skyfall foi composta por Thomas Newman, que já havia colaborado com Mendes em outros quatro filmes. David Arnold, compositor das trilhas sonoras dos cinco filmes anteriores da franquia, comentou que Newman foi selecionado por causa de seu trabalho com Mendes, e não pelo fato dele estar comprometido com o diretor Danny Boyle na criação da Cerimônia de Abertura dos Jogos Olímpicos de 2012.

Tema Skyfall, composto e gravado por Adele.

A canção tema do filme, "Skyfall", foi interpretada pela cantora Adele e composta por ela e seu colaborador habitual Paul Epworth, com orquestrações realizadas por J. A. C. Redford. A faixa foi oficialmente lançada como um single em 5 de outubro de 2012, aniversário de cinquenta anos do lançamento de Dr. No.

## Recepção
No site agregador de críticas Rotten Tomatoes, 92% das 384 avaliações dos críticos são positivas, com uma classificação média de 8.20/10. O consenso do site afirma: "Sam Mendes traz Bond de volta com um thriller de ação inteligente, sexy e envolvente que se qualifica como um dos melhores filmes de 007 até hoje." O Metacritic, que usa uma média ponderada, atribuiu ao filme uma pontuação de 81 em 100, baseado em 49 críticos, indicando "aclamação universal".

## Prêmios e indicações
| Prêmio                          | Categoria                         | Recipiente                                                                       | Resultado |
| ------------------------------- | --------------------------------- | -------------------------------------------------------------------------------- | --------- |
| Oscar 2013                      | Melhor fotografia                 | Roger Deakins                                                                    | Indicado  |
| Oscar 2013                      | Melhor mixagem de som             | Stuart Wilson, Scott Millan e Greg P. Russell                                    | Indicado  |
| Oscar 2013                      | Melhor edição de som              | Per Hallberg e Karen Baker Landers                                               | Venceu    |
| Oscar 2013                      | Melhor trilha sonora              | Thomas Newman                                                                    | Indicado  |
| Oscar 2013                      | Melhor canção original            | "Skyfall", Adele e Paul Empworth                                                 | Venceu    |
| BAFTA 2013                      | Melhor filme britânico            |                                                                                  | Venceu    |
| BAFTA 2013                      | Melhor ator coadjuvante           | Javier Bardem                                                                    | Indicado  |
| BAFTA 2013                      | Melhor atriz coadjuvante          | Judi Dench                                                                       | Indicado  |
| BAFTA 2013                      | Melhor edição                     | Stuart Baird                                                                     | Indicado  |
| BAFTA 2013                      | Melhor design de produção         | Dennis Gassner e Anna Pinnock                                                    | Indicado  |
| BAFTA 2013                      | Melhor fotografia                 | Roger Deakins                                                                    | Indicado  |
| BAFTA 2013                      | Melhor som                        | Stuart Wilson, Scott Millan, Greg P. Russell, Per Hallberg e Karen Baker Landers | Indicado  |
| BAFTA 2013                      | Melhor trilha sonora original     | Thomas Newman                                                                    | Venceu    |
| Golden Globe Awards 2013        | Melhor canção original            | "Skyfall", Adele Adkins e Paul Epworth                                           | Venceu    |
| Satellite Awards 2012           | Melhor filme                      |                                                                                  | Indicado  |
| Satellite Awards 2012           | Melhor ator coadjuvante           | Javier Bardem                                                                    | Venceu    |
| Satellite Awards 2012           | Melhor atriz coadjuvante          | Judi Dench                                                                       | Indicado  |
| Satellite Awards 2012           | Melhores efeitos visuais          | Andrew Whitehurst, Arundi Asregadoo e Steve Begg                                 | Indicado  |
| Satellite Awards 2012           | Melhor fotografia                 | Roger Deakins                                                                    | Indicado  |
| Satellite Awards 2012           | Melhor trilha sonora original     | Thomas Newman                                                                    | Indicado  |
| Satellite Awards 2012           | Melhor canção original            | "Skyfall", Adele Adkins e Paul Epworth                                           | Indicado  |
| Screen Actors Guild Awards 2013 | Melhor ator coadjuvante no cinema | Javier Bardem                                                                    | Indicado  |
| Screen Actors Guild Awards 2013 | melhor performance de dublês      |                                                                                  | Venceu    |